# Berkheya echinacea
Berkheya echinacea là một loài thực vật có hoa trong họ Cúc. Loài này được (Harv.) O.Hoffm. ex Burtt Davy mô tả khoa học đầu tiên năm 1912.